# Puppenstube

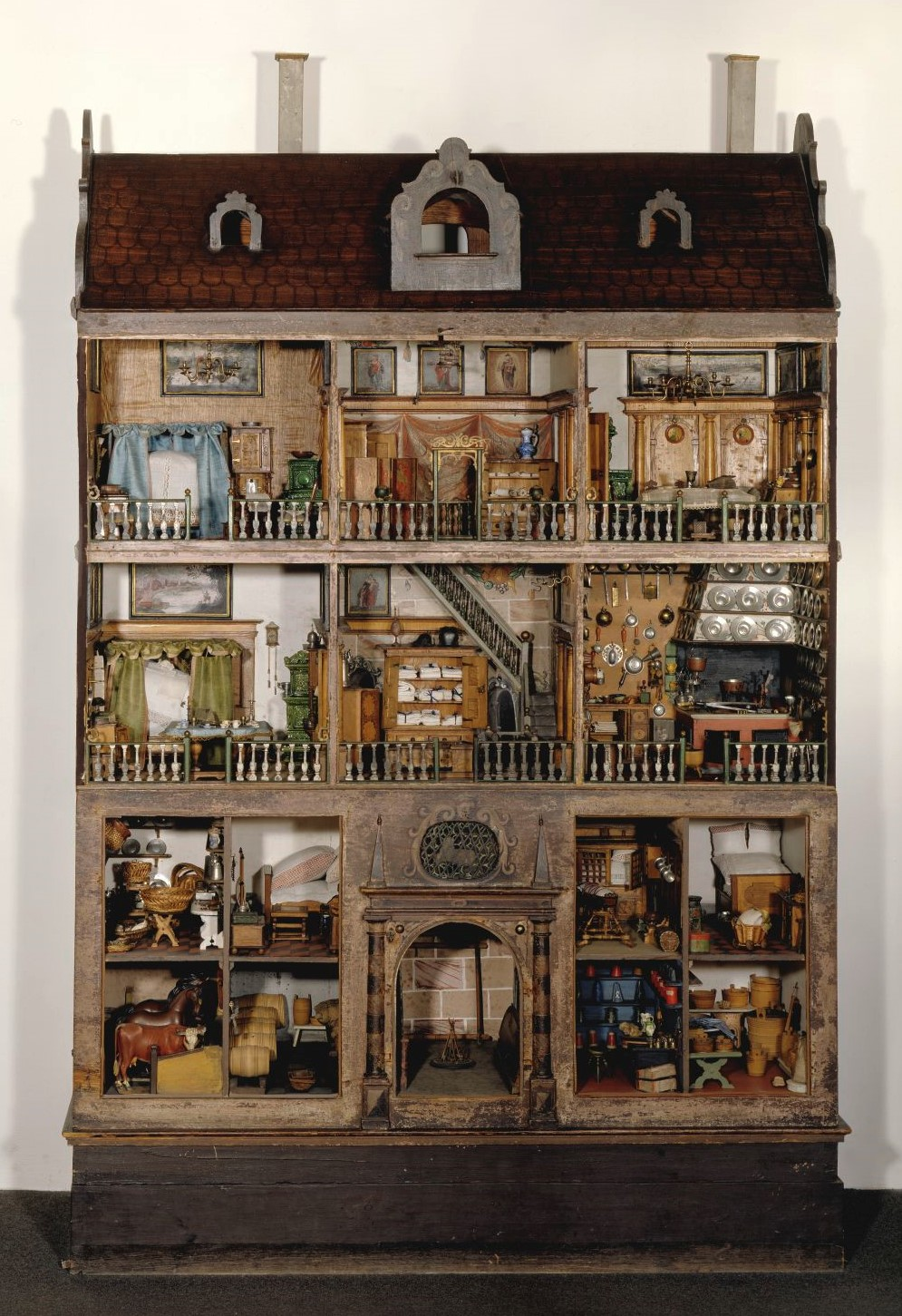
Stromersches Puppenhaus, 1639, Germanisches Nationalmuseum in Nürnberg

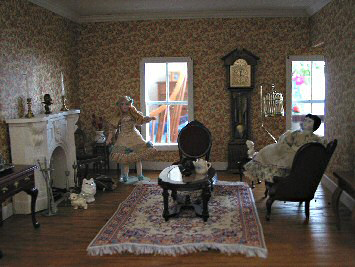
Wohnstube eines Puppenhauses

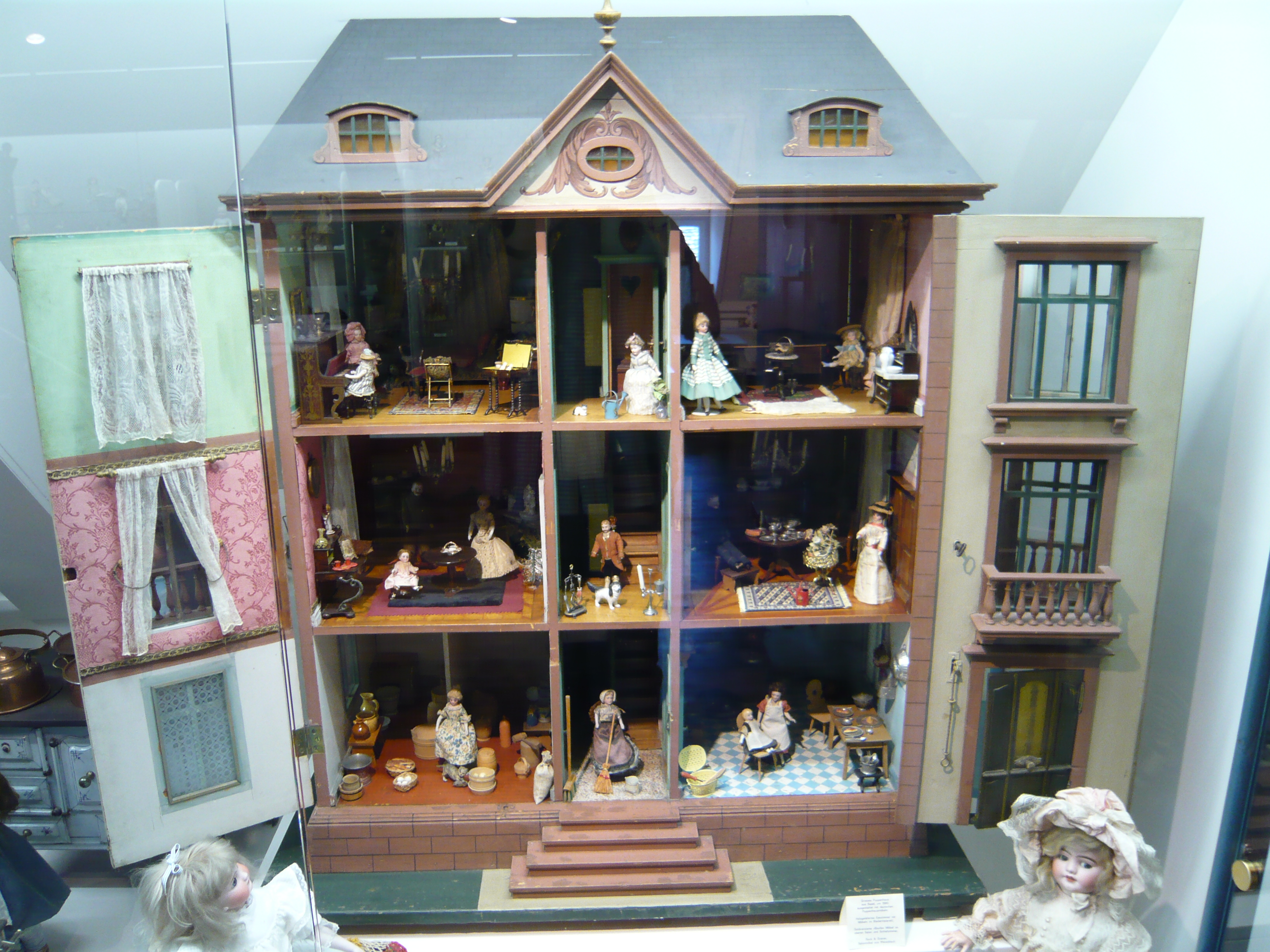
Puppenhaus im Zürcher Spielzeugmuseum

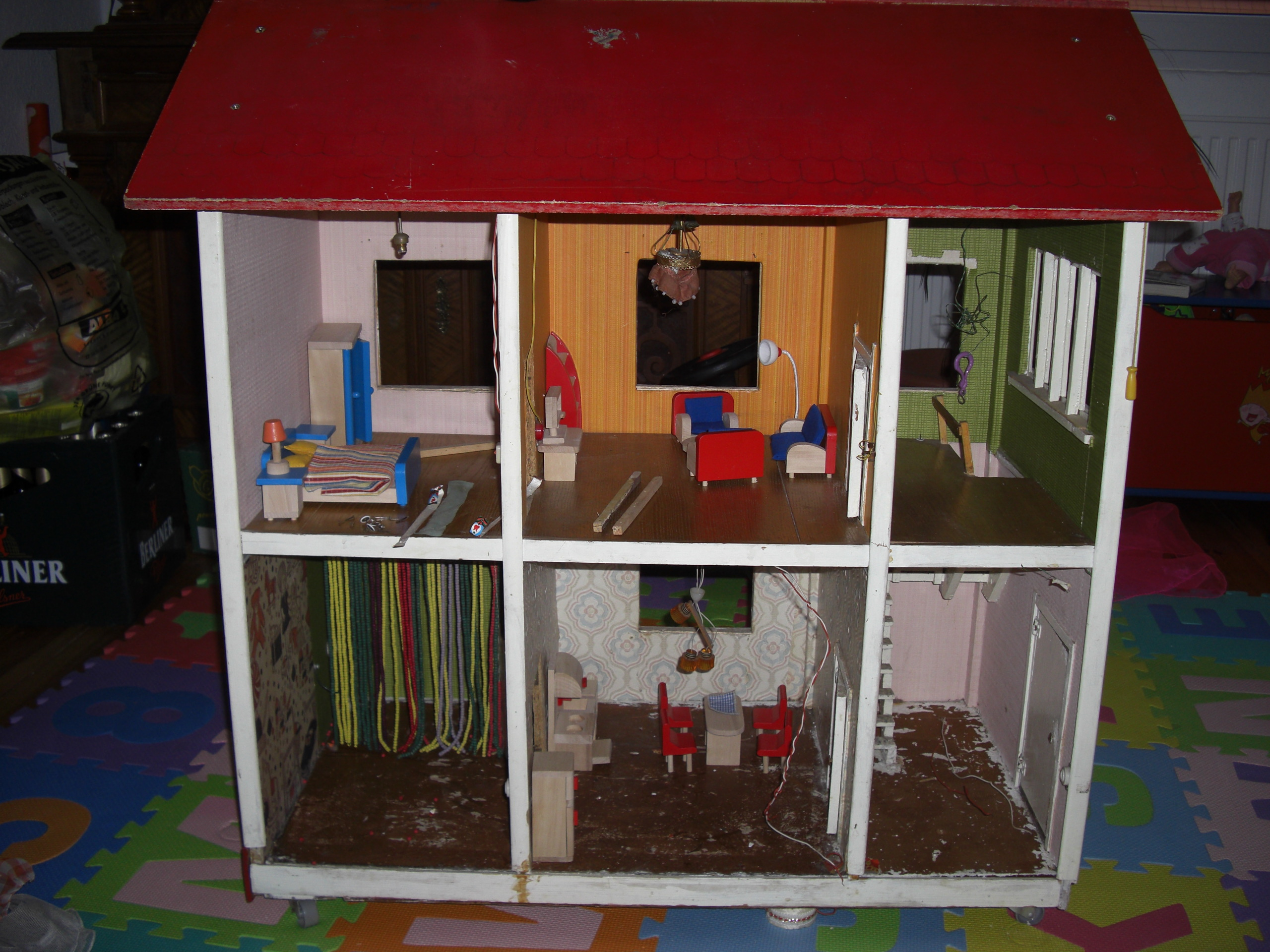
Puppenstube im Selbstbau

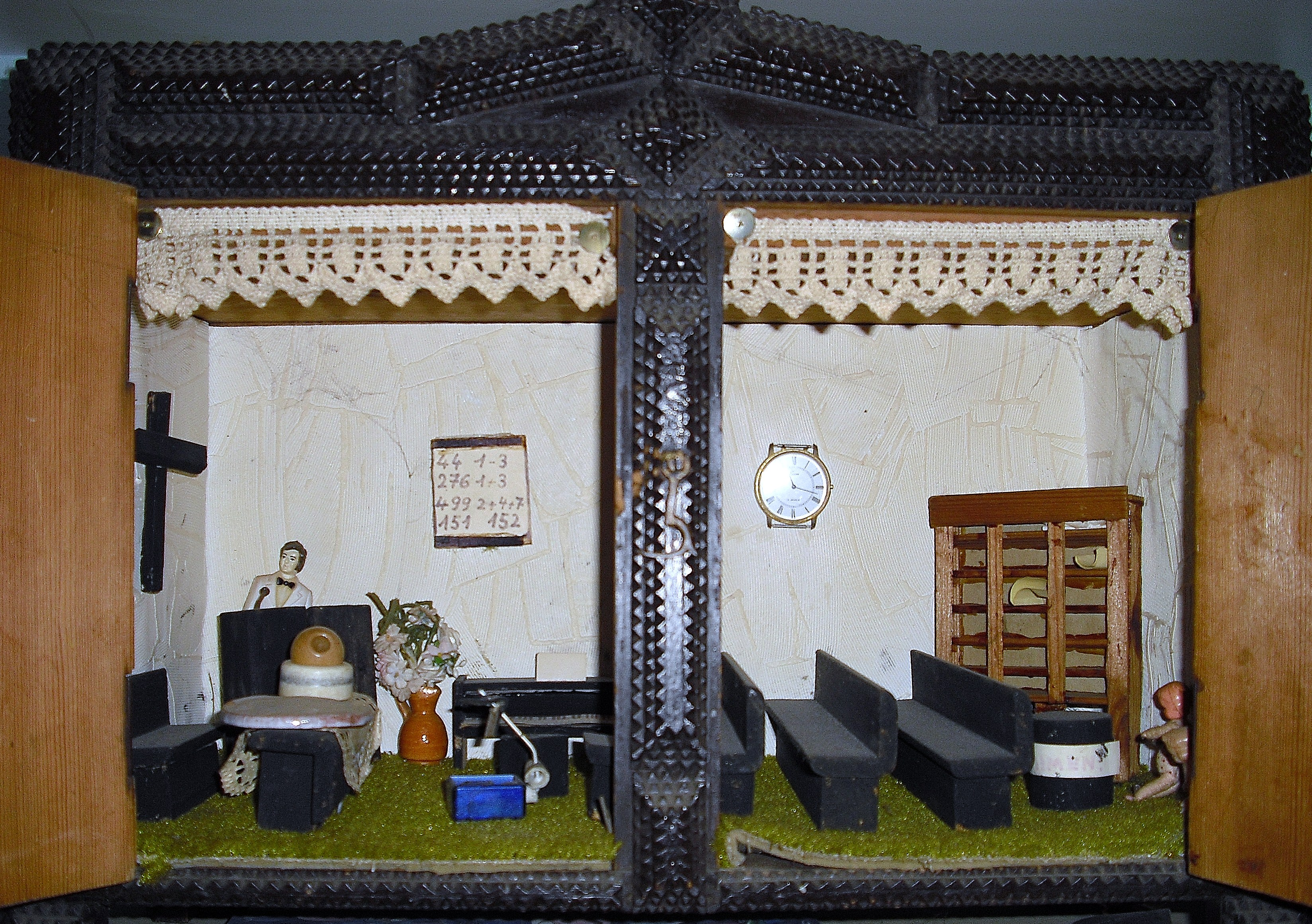
Puppenstuben-Kirche (Baptistenkapelle)

Eine Puppenstube bzw. ein Puppenhaus ist die Nachbildung einer Wohnung oder eines Hauses im Kleinformat, für Miniaturpuppen möbliert und eingerichtet. Puppenstuben und ihr Mobiliar werden traditionell aus Holz hergestellt, heute jedoch häufig auch aus Kunststoff.

## Geschichte
Die Geschichte der Puppenstube geht bis in das 16. Jahrhundert zurück. Das älteste bekannte Puppenhaus wurde 1558 für Herzog Albrecht V. von Bayern gebaut – allerdings nicht als Spielzeug, sondern als kleines Kunstwerk und Schaustück. Im 17. und 18. Jahrhundert griffen reiche Patrizierfamilien in Nürnberg und Augsburg diese Idee auf und ließen sich ihre Häuser im Kleinformat nachbauen, um ihren Reichtum zu zeigen. Besonders in den Niederlanden war es Mode diese „Puppenhäuser“ nicht in Modell-Häusern einzubetten, sondern als Barockschrank zu gestalten.
Das erste „moderne“ Puppenhaus, das mit erzieherischer Intention gefertigt wurde, schuf 1631 Anna Köferlin in Nürnberg, die dazu auch ein Flugblatt herstellen ließ. Mädchen sollten spielerisch auf ihre spätere Aufgabe als Hausfrau und Mutter vorbereitet werden. Erst im Biedermeier fand das Spielzeug aber weitere Verbreitung. Vorbild waren die Wohnungen gehobener Bürgerfamilien, die möglichst originalgetreu nachgebildet wurden.
Es gab auch einzelne Räume als Puppenstube, vor allem als Salons und Puppenküchen, die mit allen nötigen Küchengeräten ausgestattet waren. Zu dieser Zeit kam auch der Kaufladen auf, mit dem Geschwister und Kinder zusammen spielen konnten. Mittlerweile wurden Puppenstuben industriell hergestellt, in ärmeren Familien entstanden sie jedoch in einfacher Form in Handarbeit. Dabei war es früher in Deutschland üblich, die Puppenstube zur Bescherung an Heiligabend aufzubauen und sie nach Weihnachten zum Dreikönigstag wieder einzupacken und auf dem Dachboden zu verstauen, sodass lediglich kurze Zeit damit gespielt werden und die Puppenstube somit geschont werden konnte.
Alte Exemplare von Puppenstuben werden heute in Spielzeugmuseen ausgestellt und sind auch begehrte Sammelobjekte.

## Herausragende „Puppenstuben“
Nach Entstehungszeit geordnet 

### Stromersches Puppenhaus
Das Stromersche Puppenhaus ist eines von vier Nürnberger Puppenhäusern, die in der Spielzeugsammlung des Germanischen Nationalmuseums zu sehen sind. Das nach seinem Besitzer benannte Puppenhaus wurde seit seinem Entstehen im Jahr 1639 kaum umgestaltet, sodass bei den über 1000 Gegenständen des Puppenhauses ein ungewöhnlich hoher Anteil an originalen Möbelstücken erhalten werden konnte. Zu seinen 15 Räumen zählen ein Stall, eine Kammer für den Knecht, eine für die Magd, ein Kontor, eine Speisekammer, ein Wein- und Bierkeller, eine Kinderstube, ein als Badstube und Waschküche zu nutzender Raum, eine Wohnstube mit Bett, eine Schlafkammer, eine repräsentative Audienzstube, eine Küche mit offenem Herd und Rauchfang sowie die entsprechenden Vorsäle.
Das Stromersche Puppenhaus ist eine Leihgabe der Tucher’schen Kulturstiftung.

### PuppenstadtMon Plaisirin Arnstadt

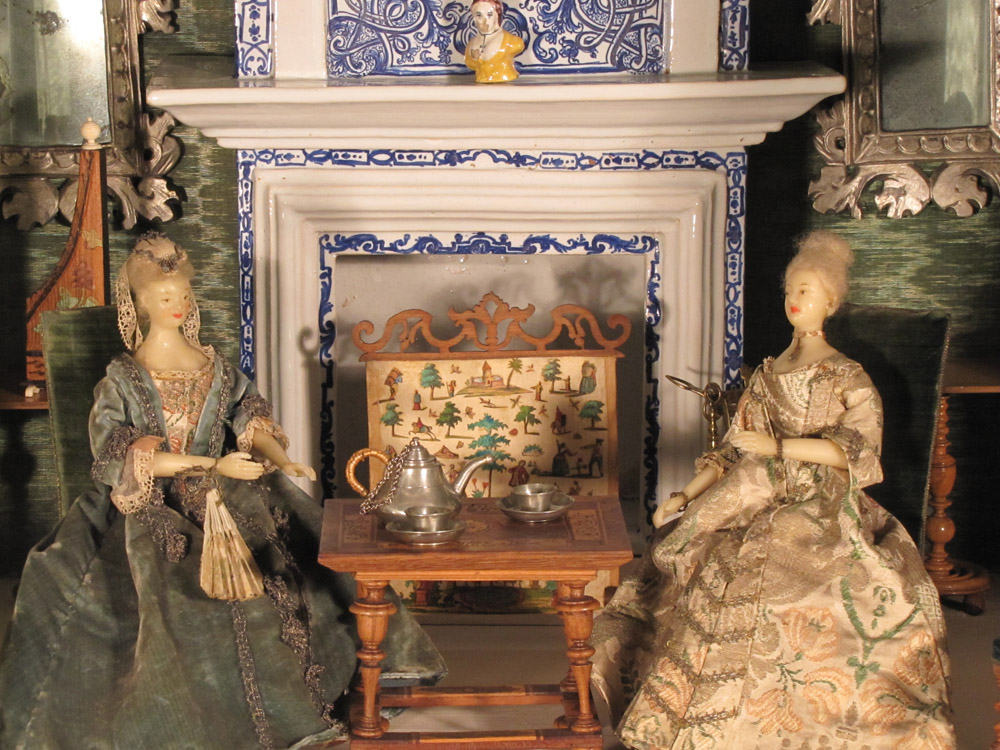
Szene aus der barocken Puppenstadt Mon Plaisir, Damen beim Tee

Weltweit vermutlich einzigartig ist eine komplette Puppenstadt namens Mon plaisir. Hergestellt wurde sie für Fürstin Auguste Dorothea von Schwarzburg-Arnstadt (1666–1751) in Arnstadt (Thüringen), Gemahlin von Anton Günther II. von Schwarzburg-Arnstadt (1653–1716). Die ersten Szenen entstanden etwa um 1700. Diese Stadt, bestehend aus zahlreichen Puppenstuben, war nie als Spielzeug gedacht, sondern als Kunstwerk. Angestrebt wurde dabei die Nachbildung der damaligen Realität mit Adel, Bürgertum und Bauern. Die fürstliche Residenz wird in zahlreichen Räumen dargestellt, wobei in jedem Raum mit Puppen kleine Szenen nachgestellt wurden, als Abbild des höfischen Lebens: die Fürstin mit Zofen bei der Morgentoilette, die Fürstin in der Kinderstube, der Barbier beim Fürsten, eine Abendgesellschaft bei Hofe, die Kammermusik, die Hofküche etc. Die Stadt enthält auch ein Kloster in Miniatur. Sie stellt außerdem Handwerker und einen Markt dar. Bevölkert wird die Puppenstadt von über 400 Puppen, die vom Hofstaat der Fürstin in Handarbeit angefertigt wurden. Seit 1932 befindet sich die gesamte Anlage im Besitz der Arnstädter Museumsstiftung und ist im Schloßmuseum Arnstadt im Neuen Palais ausgestellt.

### Puppenhaus der Familie Gienanth
Das entstand 1883 bis 1885 in mehreren Abschnitten, die jährlich als Weihnachtsgeschenk hinzugefügt wurden, für die Töchter der Familie von Elise Gienanth (1853–1920) und dem Industriellen Eugen von Gienanth. Es stellt in seiner handwerklichen Ausstattung einen Höhepunkt der Entwicklung dar und repräsentiert einen großbürgerlichen Haushalt der Gründerzeit.

### Queen Mary’s Dolls’ House
Das größte Puppenhaus der Welt, Queen Mary’s Dolls’ House, ist im Schloss Windsor zu besichtigen. Es wurde zwischen 1921 und 1924 von 1500 Handwerkern für die damalige Königin Mary angefertigt.

### Puppenhaus Kunze
Am größten Puppenhaus in Deutschland baut seit 1993 der Dresdner Restaurator Andreas Kunze. Es hat 60 Zimmer die im Maßstab 1:12 sehr detailreich im Stil der Gründerzeit eingerichtet sind.